# Новабад (Дашт-е Сар)
Новабад (перс. نو آباد) — село в Ірані, у дегестані Дашт-е Сар, у бахші Дабудашт, шагрестані Амоль остану Мазендеран. За даними перепису 2006 року, його населення становило 149 осіб, що проживали у складі 37 сімей.

## Клімат
Середня річна температура становить 16,30 °C, середня максимальна – 30,28 °C, а середня мінімальна – 2,93 °C. Середня річна кількість опадів – 782 мм.
| Клімат поселення                              | Клімат поселення | Клімат поселення | Клімат поселення | Клімат поселення | Клімат поселення | Клімат поселення | Клімат поселення | Клімат поселення | Клімат поселення | Клімат поселення | Клімат поселення | Клімат поселення | Клімат поселення |
| Показник                                      | Січ.             | Лют.             | Бер.             | Квіт.            | Трав.            | Черв.            | Лип.             | Серп.            | Вер.             | Жовт.            | Лист.            | Груд.            |                  |
| Середній максимум, °C                         | 11,28            | 11,71            | 14,00            | 19,30            | 23,03            | 27,35            | 30,21            | 30,28            | 27,45            | 22,96            | 17,66            | 13,51            |                  |
| Середня температура, °C                       | 7,10             | 7,52             | 9,82             | 15,11            | 18,86            | 23,18            | 25,54            | 25,60            | 22,78            | 18,28            | 12,97            | 8,82             |                  |
| Середній мінімум, °C                          | 2,93             | 3,35             | 5,64             | 10,94            | 14,68            | 19,00            | 20,86            | 20,92            | 18,10            | 13,60            | 8,29             | 4,16             |                  |
| Норма опадів, мм                              | 85               | 65               | 59               | 31               | 27               | 23               | 20               | 43               | 82               | 133              | 113              | 101              |                  |
| Середньомісячна швидкість вітру, м/с          | 1.81             | 2.40             | 2.50             | 2.35             | 2.30             | 2.40             | 2.56             | 2.15             | 1.94             | 1.85             | 1.84             | 1.84             |                  |
| Середньомісячна сонячна радіація, кДж/м²·день | 8488             | 10652            | 12699            | 15940            | 19820            | 21811            | 21798            | 19184            | 15674            | 12326            | 9808             | 8006             |                  |
| --------------------------------------------- | ---------------- | ---------------- | ---------------- | ---------------- | ---------------- | ---------------- | ---------------- | ---------------- | ---------------- | ---------------- | ---------------- | ---------------- | ---------------- |
| Джерело:                                      |                  |                  |                  |                  |                  |                  |                  |                  |                  |                  |                  |                  |                  |